# Dart (Raketentechnik)

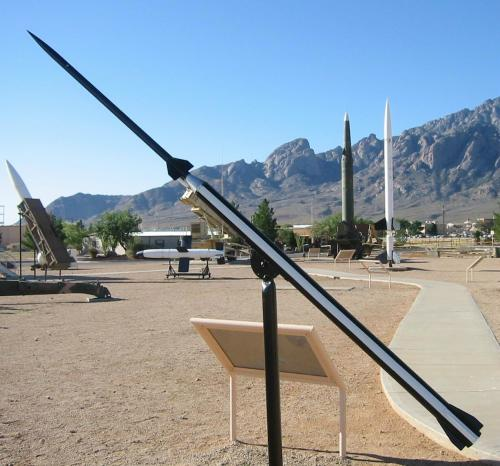
Die Höhenforschungsrakete Loki Dart

Als Dart bezeichnet man einen Freiflugkörper, wie er als Nutzlast und aufgesetzte Spitze von Höhenforschungsraketen verwendet wird. Der Dart hat keinen eigenen Antrieb, ist aber sehr gut aerodynamisch geformt. Nachdem die Startstufe ausgebrannt ist, wird der Dart von dieser abgetrennt und fliegt mit seiner kinetischen Energie und  Dank seiner guten aerodynamischen Form frei weiter. Da er über eine bessere aerodynamische Form verfügt als die Startstufe, erreicht er eine wesentlich größere Höhe als diese.
Höhenforschungsraketen waren in Versionen mit oder ohne Dart verfügbar. Die Versionen ohne Dart erreichten eine geringere Höhe als die mit Dart, konnten aber eine größere Nutzlast befördern.

## Beispiele für Höhenforschungsraketen mit Dart
- Hopi Dart
- MMR06-M
- Loki Dart
- Meteor